# Il-Kappara
Il-Kappara, ou plus simplement Kappara, est à Malte une communauté villageoise faubourg de San Ġwann, d'environ 1 900 habitants, située dans le nord-est de Malte, lieu d'un comité de gestion (Kumitat Amministrattiv), appartenant au conseil local (Kunsill Lokali) de San Ġwann compris dans la région (Reġjun) Ċentrali.

## Sources
- (mt) Alfie Guillaumier, Bliet u Rħula Maltin (Villes et villages maltais), Klabb Kotba Maltin, Malte, 2005.
- (en) Juliet Rix, Malta and Gozo, Brad Travel Guide, Angleterre, 2013.
- Alain Blondy, Malte, Guides Arthaud, coll. Grands voyages, Paris, 1997.